# Диофантово уравнение
Диофа́нтово уравнение (также уравнение в целых числах) — это уравнение вида
{\displaystyle P(x_{1},\dots ,x_{m})=0,}
где {\displaystyle P} — целочисленная функция, например, полином с целыми коэффициентами, а переменные {\displaystyle x_{i}} принимают целые значения. «Диофантовым» уравнение названо в честь древнегреческого математика Диофанта.
Также при рассмотрении вопроса разрешимости переменные часто разделяют на параметры (значения которых предполагаются фиксированными) и неизвестные. Так, уравнение
{\displaystyle P(a_{1},\dots ,a_{n},x_{1},\dots ,x_{m})=0,}
с параметрами {\displaystyle a_{1},\dots ,a_{n}} и неизвестными {\displaystyle x_{1},\dots ,x_{m}} считается разрешимым при данных значениях набора параметров {\displaystyle (a_{1},\dots ,a_{n})}, если существуют набор чисел {\displaystyle (x_{1},\dots ,x_{m})}, при которых это равенство становится верным.
Таким образом, диофантовыми уравнениями называют уравнения с целыми коэффициентами, для которых требуется найти целочисленные (или натуральные) решения. При этом количество неизвестных в уравнении должно быть не менее двух. Своё название уравнения получили в честь выдающегося античного математика Диофанта Александрийского, который, как считается, первым систематически изучал неопределённые уравнения и описывал методы их решения. Все сохранившиеся записи собраны в книгу «Арифметика». После Диофанта схожим изучением неопределённых уравнений занимались индусские математики, начиная примерно с пятого века. В Европе решением неопределённых уравнений занимались практически все крупные алгебраисты своего времени: Леонардо Фибоначчи (ок.1170 — 1250 гг.), Франсуа Виет (1540—1603 гг.), Симон Стевин (ок. 1549—1620 гг.).
Проблема решения уравнений в целых числах рассмотрена до конца для уравнений с одним неизвестным, а также для уравнений первой и второй степени с двумя неизвестными.

## Примеры
- {\displaystyle x^{n}+y^{n}=z^{n}}:
  - При {\displaystyle n=2} решениями этого уравнения являются пифагоровы тройки.
  - Согласно Великой теореме Ферма, это уравнение не имеет ненулевых целых решений при {\displaystyle n>2}.
- {\displaystyle \sum \limits _{k=1}^{n-1}a_{k}^{n}=a_{n}^{n}} — гипотеза Эйлера утверждает, что для любого натурального числа {\displaystyle n>2} это уравнение неразрешимо в натуральных числах {\displaystyle a_{1},a_{2},\dots ,a_{n}}, то есть никакую n-ю степень натурального числа нельзя представить в виде суммы {\displaystyle (n-1)} n-х степеней других натуральных чисел. Гипотеза является обобщением великой теоремы Ферма, но была опровергнута для {\displaystyle n=4} и {\displaystyle n=5}, после чего была выдвинута гипотеза Ландера — Паркина — Селфриджа.
- {\displaystyle x^{2}-ny^{2}=1}, где параметр n не является точным квадратом — уравнение Пелля.
- {\displaystyle x^{z}-y^{t}=1}, где {\displaystyle z,t>1}, — уравнение Каталана, которое имеет единственное решение {\displaystyle 3^{2}-2^{3}=1}.
- {\displaystyle \sum _{i=0}^{n}a_{i}x^{i}y^{n-i}=c} при {\displaystyle n\geq 3} и {\displaystyle c\neq 0} — уравнение Туэ.

## Линейные диофантовы уравнения
Общий вид линейного диофантова уравнения:
{\displaystyle a_{1}x_{1}+a_{2}x_{2}+\ldots +a_{k}x_{k}=d.}
В частности, линейное диофантово уравнение с двумя неизвестными имеет вид:
{\displaystyle ax+by=c.\qquad (1)}
Если {\displaystyle (a,b)\nmid c} (то есть наибольший общий делитель {\displaystyle (a,\;b)} не делит {\displaystyle c}), то уравнение (1) не разрешимо в целых числах. В самом деле, если {\displaystyle (a,\;b)\neq 1}, то число, стоящее слева в (1), делится на {\displaystyle (a,\;b)}, а стоящее справа — нет. Справедливо и обратное: если в уравнении {\displaystyle ax+by=c} выполняется {\displaystyle (a,b)\mid c}, то оно разрешимо в целых числах.
Пусть {\displaystyle (x_{0},\;y_{0})} — частное решение уравнения {\displaystyle ax+by=c}. Тогда все его решения находятся по формулам:
{\displaystyle {\begin{cases}x=x_{0}-n{\frac {b}{(a,\;b)}}\\y=y_{0}+n{\frac {a}{(a,\;b)}}\end{cases}}\quad n\in \mathbb {Z} .}
Частное решение {\displaystyle (x_{0},\;y_{0})} можно построить следующим образом. Если {\displaystyle (a,b)\neq 1} и {\displaystyle c} делится на {\displaystyle (a,b)}, то после деления всех коэффициентов на {\displaystyle (a,b)} уравнение приобретает вид {\displaystyle a_{1}x+b_{1}y=c_{1}}, где {\displaystyle (a_{1},b_{1})=1}. Для последнего уравнения частное решение получается из соотношения Безу для {\displaystyle a_{1},b_{1}}:
{\displaystyle ua_{1}+vb_{1}=1,}
исходя из которого, можно положить {\displaystyle (x_{0},\;y_{0})=(c_{1}\cdot u,\;c_{1}\cdot v).}
Известна явная формула для серии решений линейного уравнения, следующая из теоремы Эйлера:
{\displaystyle {\begin{cases}x_{t}=ca^{\varphi (b)-1}+bt,\\y_{t}=c{\frac {1-a^{\varphi (b)}}{b}}-at,\end{cases}}}
где {\displaystyle \varphi (\cdot )} — функция Эйлера, а t — произвольный целый параметр.

## Алгебраические диофантовы уравнения
При рассмотрении вопроса разрешимости алгебраических диофантовых уравнений можно воспользоваться тем, что любую систему таких уравнений можно преобразовать в одно диофантово уравнение степени не выше 4 в целых неотрицательных числах, разрешимое в том и только том случае, когда разрешима исходная система (при этом множество переменных и множество решений этого нового уравнения может оказаться совершенно другим).

### Диофантовы множества
Диофантовым множеством называется множество состоящее из упорядоченных наборов из n целых чисел, для которого существует алгебраическое диофантово уравнение:
{\displaystyle P(a_{1},\dots ,a_{n},x_{1},\dots ,x_{m})=0,}
которое разрешимо тогда и только тогда, когда набор чисел {\displaystyle (a_{1},\dots ,a_{n})} принадлежит этому множеству. Рассматриваемое диофантово уравнение называется диофантовым представлением этого множества. Важный результат, полученный Ю. В. Матиясевичем, состоит в том, что каждое перечислимое множество имеет диофантово представление.

### Неразрешимость в общем виде
Десятая проблема Гильберта, сформулированная в 1900 году, состоит в нахождении алгоритма решения произвольных алгебраических диофантовых уравнений. В 1970 году Ю. В. Матиясевич доказал алгоритмическую неразрешимость этой проблемы.

## Экспоненциальные диофантовы уравнения
Если одна или более переменных в диофантовом уравнении входит в выражение показателя возведения в степень, такое диофантово уравнение называется экспоненциальным.
Примеры:
- Уравнение Рамануджана — Нагеля
- Уравнения гипотезы Ферма — Каталана
- Гипотеза Била

Общая теория решения таких уравнений отсутствует; частные случаи, такие как Гипотеза Каталана, были исследованы. Однако большинство из этих уравнений всё же удаётся решить специальными методами, такими как теорема Стёрмера или даже метод проб и ошибок.